# رائد وحش
رائد وحش (عربی: رائد وحش؛ زاده: ۱۹۸۱) یک شاعر و نویسنده فلسطینی – سوریه‌ای است. رائد وحش به عنوان سردبیر صفحه فرهنگی در وب سایت «الترا صوت» مشغول به کار است و اخیراً در چندین جشنواره ادبی در اروپا مانند جشنواره بین‌المللی شعر برلین شرکت داشته است.
رائد وحش در سال ۲۰۱۳ از سوریه گریخت و به آلمان سفر کرد، جایی که او در ابتدا یک مهمان در خانه هاینریش بول بود، وی در حال حاضر در هامبورگ زندگی می‌کند.

## آثار
- «خون سفید»، که توسط مرکز انتشارات آموزش در دمشق در سال ۲۰۰۵ منتشر شده است.
- «رویاهای هیچ‌کس مانند دیگری نیست» در سال ۲۰۰۸ همراه با انتشارات جشنواره فرهنگی عربی دمشق منتشر شده است.
- هنگامی که جنگ اتفاق نیفتاد: صادر شده توسط «مرکز انتشارات الکاف» در عمان ۲۰۱۲
- علاوه بر این کتاب نثر او تحت عنوان «تکه ای ناقص از آسمان دمشق» در سال ۲۰۱۵ منتشر شد، که در برگیرنده انواع نوشته‌های متعدد؛ داستان، مقاله و نمایشنامه بود، این اثر بیانگر اعمال خشونت‌آمیز در زندگی انسان امروز در سوریه است، که به زندگی و جنگ و محاصره و داستان‌هایی از یک اردوگاه فلسطین می‌پردازد، و به‌طور خلاصه به مسایل مختلف در اردوگاه در وضعیت بعد از ضربه و شکست اشاره می‌کند. این اثر در حقیقت یک زندگینامه شخصی و جمعی و تلاش برای پیدا کردن زمان به آنگونه که در اردوگاه در جریان داشت می‌باشد.